# 電磁戰隊百萬連者
《電磁戰隊百萬連者》，是由日本東映製作的《超級戰隊系列》的第21部特攝作品，於1997年（平成9年）2月14日至1998年2月15日期間在朝日電視台首播。而最初其首播時間為每週五下午5時30分，直至1997年4月6日（第8集）起則改為每週日上午7時30分首播。

## 作品特色
- 繼《超新星閃光人》與《地球戰隊Fiveman》後第三部採用「宇宙」以及首部以「數碼科技」為主題的戰隊作品。
- 繼《高速戰隊渦輪連者》後全員皆為高中生[註 1]的戰隊。
- 首次出現銀色戰士（百萬銀）。
- 首次使用手機型變身器（百萬銀的Ketaizer）。

## 故事概要
諸星學園高校三年級生－伊達健太，於一次在遊戲機中心遊玩街機遊戲「百萬連者」時無意間被有名的世界科學聯邦I.N.E.T.的相關人員發掘而進入其研究所。此時，作為其校的數碼研究會兼同班同學遠藤耕一郎、並樹瞬、城崎千里以及今村美久四人卻在未經許可下擅進I.N.E.T.的研究所，但與此同時，來自次元扭曲空間的邪電王國 扭曲雷西亞亦進攻其研究所，結果I.N.E.T.的科學家－久保田博士亦在逼於無奈下要求五人變身為「電磁戰隊百萬連者」與扭曲雷西亞展開戰鬥。

## 登場角色

### 電磁戰隊百萬連者
電磁戰隊百萬連者，為初期由諸星學園高校3年A班的五名學生組成之隊伍，而五人亦隸屬校內社團諸星數碼研究會。
伊達 健太（だて けんた）／ 百萬紅
演：大柴邦彦
作風隨便的學生。
其家為開設八百屋，而自身亦喜歡吃燒肉與玩電玩，但其頭腦笨拙，學業成續亦相當糟糕，儘管如此其個性卻較為對他人重情義，而在遇上嚴肅事情時亦會呈現強烈的責任感。
於一次遊玩街機遊戲「百萬連者」時意外被I.N.E.T.的人員發堀並帶回其研究所，後來在扭曲雷西亞進攻研究所時亦逼於無奈與其餘擅自闖進研究所的四位同學變身為百萬連者戰鬥。隨後健太亦被逼加入其四位同學隸屬的數碼研究會。
變身後其前額象徵為電腦，能夠全方位應付戰鬥。
其他登場作品：《海賊戰隊豪快者》
遠藤 耕一郎（えんどう こういちろう）／ 百萬黑
演：江原淳史
諸星數碼研究會會長兼百萬連者的隊長。
其作風穩健兼且有紀律原則，對學校作業亦尤為關心，同時也擅長足球。
在變身後其前額象徵為人造衛星，能夠透過連接地球軌道上的人造衛星追蹤溝通來源與傳輸，同時其力氣亦為所有百萬連者中最大。
並樹 瞬（なみき しゅん）／ 百萬藍
演：松風雅也
善於策劃戰略及CG製作的男生。
個性孤僻，卻因長相英俊與學業成績優異而常收到其他女學生的情書，當中亦包括美久。
在變身後其前額象徵為數位電視，能製造電影尺寸的CG影像以誘騙敵人。
城崎 千里（じょうがさき ちさと）／ 百萬黃
演：田中惠理
有著夢想成為專業攝影師的女生。
是位有才能的少女，而且學業成績也常在數十名之內。
變身後其前額象徵為數位相機，能夠遠距離搜索目標、透視牆壁以及分析敵人的弱點。
今村 美久（いまむら みく）／ 百萬粉紅
演：東山麻美
常綁著雙馬尾的女生。
其食量相當大，並且與健太同樣討厭學校作業成績也在慢半拍的退步，但後來其學業成績亦逐漸回升。
變身後其前額象徵為行動電話，能追蹤與分析音波。
其他登場作品：《百獸戰隊牙吠連者VS超級戰隊》
早川 裕作（はやかわ ゆうさく）／ 百萬銀
演：金井茂
I.N.E.T.特別開發部主任，於第24集初登場。
雖身為I.N.E.T.的研究員，但其嗜好則為鍛練身體與格鬥，故初期被委任進行開發Mega Space計劃的他亦常擅離職守協助健太五人戰鬥。另外其自身並擅長喬裝行動。
在變身後其前額象徵為IC晶片，能有效地發揮自身頭腦與力量應戰；另外初期在變身後僅只有2分鐘30秒著裝Mega Suit戰鬥，但後來裕作為能以其自行秘密研發的Mega Winger與巨大化敵人對戰而將其著裝時間限制延長。

### 世界科學聯邦 I.N.E.T.
世界科學聯邦 I.N.E.T.，正式名稱為，為以科學保衛地球的國際組織，亦為百萬連者的直屬組織。
久保田 衛吉（くぼた えいきち）
演：齊藤曉
I.N.E.T.的科學家，亦是百萬連者的最高負責人兼司令官。
平時對於未來科學包括扭曲空間等深入研究，而其態度雖嚴謹也很和藹。另外健太與省吾會呼稱他為「大叔」。
在扭曲雷西亞正式侵略地球時卻意外地將保衛地球的任務交予五個高中生，雖然曾一度質疑他們的能力，但在最後也承認了健太等人的努力與實力。
過往與當時仍為人類科學家的希涅拉為好友關係，然而因其自身的「以著裝者的意志形成強而有力的鎧甲」之宇宙強化服理論備受好評而遭到對方妒忌，而在希涅拉前往異空間時卻未能夠阻止他。
川崎 省吾（かわさき しょうご）
演：田中優樹
I.N.E.T.的首席機械技師，於第20集初登場。
其主要負責為大型機械進行維護與修理，對工作的熱情亦尤為真誠。
其父親為機械人控制程式的權威，而當初省吾亦是不顧父親的反對加入I.N.E.T.。
早川 裕作（はやかわ ゆうさく）
參照電磁戰隊百萬連者。

### 諸星學園高校
諸星學園高校，為健太五人就讀的高中。
大岩 巖（おおいわ げん）
演：野添義弘
3年A班的班導師，於第12集初登場。
任教地理。雖有著懶惰、慣性遲到的壞習慣，實際上卻是一個了解學生，能設身處地替學生著想的好教師。
和田 新太郎（わだ シンタロウ）
演：廣原武成
3年A班的學生，於第6集初登場。
其身型壯碩，但個性害羞的他卻不敢對他人直言，故常由次郎替其傳話。
對次郎視為弟弟般照顧，而在次郎因捲進百萬連者與扭曲雷西亞的戰鬥而受傷時，在知悉健太五人的身份後卻斥退他們，直至看到五人為了保護人們而拼死拼活地戰鬥模樣後，新太郎也因此軟化加入聲援行列。最後邊哭邊向他們道謝。
岩本 次郎（いわもと ジロウ）
演：橋本巧
3年A班的學生，於第6集初登場。
於年幼時因常被欺負，在被新太郎解救後便跟隨著他，而自己亦常替害羞的新太郎傳話。
後來因捲進百萬連者與扭曲雷西亞的戰鬥中而受傷，不過次郎卻完全不記恨，反而義無反顧的替百萬連者加油。
惠理奈（えりな）
演：重光繪美
3年A班的學生，亦為千里的好友，於第37集初登場。
在健太五人作為百萬連者的身份曝光時則遭到同學們的排擠，然而卻只有她仍繼續支持五人。
高寅 成紀（たかとら しげき）
演：小倉雄三
諸星學園的校長，於第49集初登場。
個性神經質，而在健太五人作為百萬連者的身份曝光後則認為學校容易遭到扭曲雷西亞的攻擊甚至禍及學校的師生們，故憤而將五人開除。
然而在百萬連者在決戰時捲入爆炸之際，卻浮現了一絲悲哀的情緒，直到五人平安歸來後亦向他們授予作為百萬連者的畢業證書。

### 邪電王國 扭曲雷西亞
邪電王國 扭曲雷西亞，來自異次元世界－扭曲次元的侵略者，策劃了征服三次元世界的的陰謀，並開始了他們的侵佔行動。
邪電王 積比斯一世
聲：大友龍三郎
支配扭曲次元的扭曲雷西亞之王，並策劃著支配地球，任命希涅拉博士於前線作戰。
常以一顆眼球的姿態與希涅拉一行人交談，而其本體則為隱藏在次元裂縫中生存的大型能量體。
最後因希涅拉的慢性謀殺而死，隨後希涅拉便以其遺下的能將物質轉換為數據的「積比斯之心」實行將人類數據化的作戰。
Dr.希涅拉
演：森下哲夫
扭曲雷西亞的地球攻略軍司令官。
稱呼人類為「不完全的存在」而嫌惡，性格極為扭曲且冷酷無情，卻意外地將自己最高傑作的西波麗娜跟尤甘迪當作兒女般的疼愛。
過往則為人類科學家－「鮫島（さめしま）」，並且與久保田為好友。而其曾作為研發宇宙開發用護服而備受世人期待，主張「護服擁有強而有力的性能，相對地著裝者亦須強化本身的肉體」的理論，然而因以其女兒作為實驗對象時，卻因實驗失敗導致其女兒喪失了性命，隨後更飽受人們的斥責；相對地久保田的「以著裝者的意志形成強而有力的鎧甲」的護服理論卻遭受好評，故讓希涅拉的妒忌心大起覺得不是滋味，結果便不顧一切前往了異次元，並與積比斯聯手準備對地球上全人類進行復仇。
在尤甘迪與西波麗娜相繼死去後便以怪人型態親赴前線戰鬥，然而其身體亦開始逐漸「扭曲化」，意識到自己死期將近的希涅拉便以由Death Nejiro改造為大型機械人Grand Nejiros與百萬連者進行最後決戰。而最後百萬連者給予其一記致命傷後，希捏拉卻在掙扎中抓著Mega Voyager衝向天際意圖與其同歸於盡，隨後便失控自爆而死。
西波麗娜
演：城麻美
希涅拉製作的女性機械人，亦為其作戰參謀。
擅長變裝，而使用武器為扭曲型刀鋒的刺劍。
在健太五人被逐出校園後則闖入諸星學園數碼研究社而發現了百萬連者的據點（月面基地）。隨後在尤甘迪與百萬連者的戰鬥中則為了保護尤甘迪而被百萬紅重傷，隨後西波麗娜回到Death Nejiro向希涅拉博士報告最後的戰況後卻不敵背部的重傷而爆炸摧毀，臨終前更稱呼希涅拉為「父親」。而希涅拉亦在爆炸的殘骸中發現一個其與西波麗娜的記憶體。
尤甘迪
聲：鈴置洋孝
扭曲雷西亞的行動隊長。
與西波麗娜同為由希涅拉製作的機械人，擁有線框模型的外觀。
初期使用武器為必殺劍Dark Thunder，而在與百萬連者的首戰單挑中敗北後，亦藉希涅拉重生改造並獲得威力提升升級；後來因被基雷爾強迫與之合體為基加基爾魯，並且在與Super Galaxy Mega戰鬥卻被對方分離兼作為擋箭牌導致重傷；而在基雷爾死後尤甘迪亦獲得第二次強化改造，兼且武器亦改用新必殺劍Dark Crisis。
後來在西波麗娜知悉百萬連者的據點月面基地後，尤甘迪卻不顧西波麗娜的反對要求其替他安裝能讓使用者能力提升至頂點，但卻有死亡風險的扭曲反應爐。隨後已安裝扭曲反應爐的尤甘迪便闖進月面基地大肆破壞，並且於巨大化後則與Galaxy Mega決戰。然而強化後副作用的出現卻導致戰力急劇消耗，而尤甘迪在變回原有大小後則不敵百萬紅的連環攻擊而死。
BB Devil
聲：關智一
由希涅拉製作的人工生命體，為擁有四肢的白色球體小惡魔。
後來被希涅拉改造後則能對扭曲獸注入巨大化病毒。
基雷爾
聲：仁內建之
積比斯一世的直屬部下，於第19集初登場。
受積比斯一世的派遣協助希涅拉一行人，並擅長冷酷而殘暴的作戰計謀，而使用武器為可伸縮刀刃的軍刀。
後來由於積比斯一世針對侵略地球計劃持續失敗而對所有人發怒，過於焦躁的基雷爾便策計利用尤甘迪的力量，結果還是失敗。隨後仍沉醉於力量迷思的基雷爾卻服用了希涅拉給予的扭曲源膠囊強化，殊不知該膠囊的副作用則會讓服用者的身體狂暴化及失去自我意識，而遲於察覺的基雷爾隨即蛻變為怪物瘋狂基雷爾，並且在巨大化與Super Galaxy Mega對戰期間卻因對方的重擊而分裂另一個巨大怪物基基魯。隨後百萬連者亦在省吾操縱Galaxy Mega的協助下乘搭Delta Mega前往月面基地駕駛Voyager Machine返回地球應戰，期間更成功將尾隨五人的基基魯消滅，而最後在Voyager Machine合體為Mega Voyager後則成功將瘋狂基雷爾打敗。
邪電戰隊扭曲連者
為希涅拉為了打倒百萬連者而製造的邪惡戰隊，於第38集初登場。
其強化服則為希涅拉仍在人類科學家時期以「強化著裝者自身肉體為首」之理論而與當時好友久保田的Mega Suit理論存在爭議，為了證明自己的理論正確而製作，至於隱藏於強化服的真面目則為怪物。
其基本性能與百萬連者相似，並有著與五人相對應的武器，而必殺技為將體內蓄積的扭曲能量一同釋放的能量彈邪電Energy Attack。
其肉體為希涅拉悄悄以積比斯一世的細胞製造，同時其力量來源亦為積比斯一世的生命能量，故當扭曲連者的戰鬥時間越久，積比斯一世的精神力及其生命能量亦會加快消耗，故當積比斯的生命能量完全消耗殆盡時，五人的性命亦會同時消失，亦因此五人僅為希涅拉慢性謀殺積比斯一世的五顆棋子。
初期以壓倒性實力應戰百萬連者，但五人彼此卻毫無團隊合作的觀念，而在扭曲粉紅、扭曲藍以及其餘三人依序被打敗後，由於尚未打敗百萬連者的意念過於強烈而一度化為靈魂現身，最後靠著積比斯之心再度復活。為了能與百萬連者決戰，將被希涅拉變為數據卡片的健太五人釋放並應戰他們，然而最後因裕作的計策生效而被變為數據卡片，接著其數據卡片便伴隨著爆炸崩毀的希涅拉塔灰飛煙滅。
 扭曲紅／扭曲幻影
聲：舟津俊雄
個性好戰的扭曲連者隊長。
以劍扭曲Saber作為武器；而其真面目扭曲幻影則以操縱火焰攻擊為主。
於意外知曉自己只是希涅拉手中的棋子後，強烈地渴望永恆之生命的他轉向希涅拉要求卻反被對方洗腦，而最後卻被Mega Voyager、Super Galaxy Mega與Mega Winger聯手消滅。
 扭曲黑／扭曲魯莽
聲：安井邦彥
有著冷靜沈重的個性，以刺叉扭曲Rod作為武器，擅長力量戰；而真面目扭曲魯莽的身體則由大量岩石組合，其防禦力亦相當高。
在與百萬連者的大型機械人們決戰時卻遭到扭曲幻影洗腦，但最後仍被對方消滅。
 扭曲藍／扭曲雪暴
聲：山田義暒
以斧頭扭曲Tomahawk作為武器，有著孩子般的個性，但同時亦會冷血殘虐；而扭曲雪暴則以操縱低溫應戰。
對於與百萬藍的決鬥尤為執著，並且以打破對方戰略為樂。其後瞬與裕作則以「五個百萬藍」以及中途加入對戰的扭曲銀之合作戰略應付扭曲藍，而最後扭曲藍在以真面目巨大化迎戰Mega Voyager與Mega Winger後仍被對方打敗。
 扭曲黃／扭曲索菲亞
聲：勝生真沙子、演員：大島優子（40話）、西田桃子（42話）
以Y字彈弓扭曲Sling作為武器，有著冷靜與狡猾的典型女王個性；而扭曲索菲亞則擁有毒蟲的外貌。
在與百萬連者的大型機械人們決戰時則化為電腦病毒寄生於Mega Voyager並操縱之，然而期間因遭到已被希涅拉洗腦的扭曲幻影攻擊而被迫脫離Mega Voyager，而最後在遭到扭曲幻影洗腦後便以真面目巨大化應戰，但仍然逃不過被百萬連者打敗的命運。
 扭曲粉紅／扭曲妒忌
聲：山崎依里奈
個性直率，並以弓扭曲Arrow作為武器；而扭曲妒忌則擁有毒花的外貌，並以毒藤般的觸手攻擊。
因與扭曲黃一言不合後便決定與對方進行「誰能夠最先揭穿百萬連者的真面目」的遊戲，然而扭曲粉紅在不滿扭曲黃以計策捉走百萬黃後便與其產生衝突，而百萬黃亦趁亂逃出。其後在百萬黃獲救後，扭曲黃則認為情勢不妙而不顧扭曲粉紅離去；至於扭曲粉紅在不敵百萬黃及百萬粉紅聯手攻擊後便以真面目巨大化應戰，但最後卻被Mega Voyager與Mega Winger聯手打敗。
扭曲獸→精神扭裂
由希涅拉製作予侵略地球的怪物，為在扭曲魔法陣上放置扭曲獸的卵（扭曲獸遺傳因子）後唸出咒語，隨後便會產生強大磁場能量讓扭曲獸誕生。
後期希涅拉則對扭曲魔法陣改良後則能製造較扭曲獸強數倍的精神扭裂。
兵士 克涅克涅
為希涅拉製造的兵卒。
以扭曲的短劍作為武器，並能夠偽裝人類。

## 百萬連者的裝備

### 裝備／武器
共同裝備／武器
Digitizer
為除了裕作／百萬銀外其餘百萬連者五人的手環型變身器兼通訊器。
由久保田博士與其團隊合力研發，透過輸入密碼以出現相應指令如變身、召喚運輸工具等。另外其內置聲音辨識系統，在百萬連者初次變身時已記錄其聲音，故非已確認使用者卻不能使用Digitizer。
Mega Suit
由久保田博士與I.N.E.T.研究部合力研發的百萬連者強化戰鬥服。
原用於宇宙開發，但後來為了對抗扭曲雷西亞而進行改良。另外，Mega Suit會記錄著裝者的遺傳因子，因此除了首位著裝者外則無法由他人代替著裝。
Mega Sniper
除了百萬銀外其餘五人持有的射擊武器。
能釋放等離子粒子光束攻擊，並且可自行分拆為兩種射擊武器－Mega Shot與Mega Magnum以及與五人各自的武器組合。
Cyber Slider
除了百萬銀外其餘五人持有的飛行滑板，於第2集初登場。
能夠在任何空間飛行，雖沒有裝備武器，但其本身是個強而有力的利刃，可透過超高速衝刺敵人。
DegiTank
I.N.E.T.的高性能六輪戰車，於第6集初登場。
配備可承載重達100公噸物體的附有冷卻噴嘴之怪手Degi Hand、回轉燈式加農砲Verticle Cannon以及透視障礙的廣角搜尋機能Multiview Searcher等。
Battle Riser
百萬連者的戰鬥強化器，同時亦為Delta Mega的聲控裝置，於第19集初登場。
具有三種模式：「01模式」為手臂擊強化以及在操縱Super Galaxy Mega時釋放必殺技Super Galaxy Knuckle；「02模式」為以Battle Riser發射雷射火神炮，變身前亦能使用；「03模式」則只有百萬紅使用，為將其Drill Sniper Custom威力提升至15倍。
初時只有健太／百萬紅配備Battle Riser，而百萬紅亦能將其Battle Riser借予其他隊員使用，後來I.N.E.T.亦量產Battle Riser予其他百萬連者甚至I.N.E.T.研究員使用。
個人裝備／武器
 Drill Saber
百萬紅的鑽頭型軍刀。
其鋼鑽可於每秒迴轉2,000次，並且能與Mega Sniper組合為強烈光束槍Drill Sniper；而後期亦強化為於前端加設雙重槍管的Drill Sniper Custom，其鑽頭迴轉亦提升至每秒3,000次，能釋放龍捲般的光束。
 Mega Rod
百萬黑的棍棒武器。
其前端為彎月型鐵叉，並可伸縮至2公尺，同時亦能與Mega Sniper組合為Rod Sniper，其射程可長達至2公里，而威力亦為Mega Sniper的20倍。
 Mega Tomahawk
百萬藍的戰鬥斧頭。
能與Mega Sniper組合為Tomahawk Sniper，可釋放冷凍彈。
 Mega Sling
百萬黃的雙槍管Y字彈弓。
可透過集中大氣的能量凝聚為光彈，以發射連發彈、追蹤彈、光束三種類型的光彈攻擊。
能與Mega Sniper組合為Sling Sniper，可狙擊一公里外敵人的麻痺追蹤光彈。
 Mega Capture
百萬粉紅的天線圓盤型射擊武器。
能釋放聲波破壞敵人的身體機能；而與Mega Sniper組合為Capture Sniper後亦能釋放強烈的振動波以及捕捉與干擾信號。
 百萬銀的裝備／武器
Ketaizer
百萬銀的手機型變身器兼通訊器。
Silver Blazer
百萬銀的綜合型武器，能變形為「光束槍」與「軍刀」兩種型態。
Auto Slider
百萬銀的運輸工具，於第25集初登場。
能變形為「滑板」與「摩托車」兩種型態，另外其前端配備光束槍Slider Beam。
組合武器
Multi Attack Rifle
為除了百萬紅與百萬銀外其餘四人的個人武器組合之來福槍，於第13集初登場。
可釋放一擊必殺的高溫光束Multi Attack Beam。

### 大型機械
Mega Shuttle
I.N.E.T.的太空穿梭機。
沒有配備任何武器，但其後部則裝設火箭推進器。
為Galaxy Mega的頭部。
Mega Ship
I.N.E.T.的飛船型太空站，亦為久保田團隊於初期的前線基地，於第2集初登場。
平時於地球軌道上漂浮，並且可收納Mega Shuttle，而配備武器為雙加農炮Mega Particle Cannon。
為Galaxy Mega的身軀與四肢。
Delta Mega
於第20集初登場。
能變形為「飛船」與「機械人」兩種型態，飛船型態則以前端兩側的雷射炮Delta Laser攻擊；而機械人型態的雙手腕則配備可旋轉的手指型加特林機槍Gatling Blaster，能以每分鐘迴轉3,000次的速度發射能量子彈。
其戰鬥程式由省吾的父親研發，並且沒有設置駕駛艙，須透過Battle Rise聲控操作。
Voyager Machine
由裕作設計予健太五人的大型機械，於第32集初登場。
 Ro Voyager 1
百萬紅駕駛的太空人型Voyager Machine。
配備武器為於其雙肩的導彈炮Voyager Missile，能於一秒內連發十枚導彈。
為Mega Voyager的腰部與腿上肢。
 Shuttle Voyager 2
百萬黑駕駛的太空穿梭機型Voyager Machine，而配備武器為於其機翼前端的雷射炮Shuttle Blaster。
為Mega Voyager的頭部與護盾Voyager Shield。
 Rocket Voyager 3
百萬藍駕駛的火箭型Voyager Machine。
沒有配備任何武器，但可搭載Ro Voyager 1。
為Mega Voyager的內胸、腹部、雙脛部與必殺導彈砲Voyager Spartan。
 Saucer Voyager 4
百萬黃駕駛的UFO型Voyager Machine，而配備武器為反重力光束炮Graviton Beam。
為Mega Voyager的胸甲與雙手臂。
 Tank Voyager 5
百萬粉紅駕駛的戰車型Voyager Machine，而配備武器為於其頂部的兩門光束炮Tank Cannon。
為Mega Voyager的雙足部。
 Mega Winger
由裕作／百萬銀秘密開發與駕駛的大型機械，於第35集初登場。
能變形為「飛行」、「陸地」、「機械人」三種型態。而於「飛行」與「陸地」型態時的武器為其機翼Mega Wing前端的雷射炮；至於「機械人」型態武器則為四門光束槍Winger Cannon。另外Mega Wing亦可分拆予Mega Voyager使用。

#### 合體型態
Galaxy Mega
由Mega Shuttle與Mega Ship合體的大型機械人，於第2集初登場。
其體色為藍色，而胸前則為大型「M」字。
配備武器為軍刀Mega Sabel、護盾Mega Shield以及可釋放冷凍氣體的光束槍Booster Rifle等。另外其眼部亦搭載可搜索敵人本體的Galaxy Search。
Super Galaxy Mega
由Galaxy Mega與Delta Mega合體的大型機械人，於第21集初登場。
能以其雙肩部的Gatling Blaster攻擊，而威力亦為較未合體時提升三倍。
其必殺技為「Super Galaxy Knuckle」，以發射其雙拳頭貫穿目標。
Mega Voyager
由五台Voyager Machine合體的大型機械人，於第32集初登場。
其配備武器為裝載於胸前的四連發光束炮Voyager Pulsar、由Rocket Voyager 3變形的必殺導彈炮Voyager Spartan以及由Shuttle Voyager 2變形的護盾Voyager Shield。另外Mega Voyager亦能裝備Mega Winger的Mega Wing以應付空中戰。

## 設定
Death Nejiro→Grand Nejiro
扭曲雷西亞的移動要塞。
初期於扭曲空間內漂浮，後來因積比斯一世之死導致扭曲空間消失，希涅拉便將Death Nejiro移動至地球。
後來被希涅拉改造為大型機械人Grand Nejiro兼且與Mega Voyager決戰，而最後在被對方給予一記致命傷後，希涅拉便以其抓著Mega Voyager試圖與百萬連者五人同歸於盡，結果則在爆炸中摧毀。
I.N.E.T.月面基地
位於月球的I.N.E.T.基地。
可收納百萬連者的大型機械，而在Galaxy Mega遭受嚴重破壞後，久保田亦將其團隊據點搬遷至月面基地。
希涅拉城
為希涅拉在獲得積比斯之心後製造的都市，於第45集初登場。
希涅拉則於都市內的希涅拉塔實行將人類化為數據卡片的計劃；然而最後在裕作將所有被捕捉的人類變回原貌後亦以定時炸彈將希涅拉城與積比斯之心摧毀。

## 製作團隊
製作人員：
- 原作：八手三郎
- 製作人：
  - 朝日電視台：太田賢司
  - 東映：髙寺成紀、武部直美
  - 東映Agency：矢田晃一

- 劇本：武上純希、荒川稔久、柳川茂、小林靖子
- 導演：長石多可男、竹本昇、田﨑龍太、辻野正人、坂本太郎
- 動作導演：竹田道弘
- 配樂：奥慶一
- 特攝導演：佛田洋
- 製作：朝日電視台、東映、東映Agency

皮套演員：
-  百萬紅：横山一敏
-  百萬黑：岡元次郎
-  百萬藍：高岩成二
-  百萬黃：蜂須賀祐一
-  百萬粉紅：神尾直子
-  百萬銀：日下秀昭

## 播放列表
以下時間以當地時間（日本時間）為準：
| 日本首播日期 | 集數 | 標題 （日語）（漢譯）           | 登場扭曲雷西亞一方                                               | 編劇     | 導演       |
| ------------ | ---- | ------------------------------- | ---------------------------------------------------------------- | -------- | ---------- |
| 1997/02/14   | 1    | 不可原諒！扭曲侵略者            | - 戰艦 扭曲Crusher - 魟魚扭曲（第2集） （聲：宇垣秀成）          | 武上純希 | 長石多可男 |
| 1997/02/21   | 2    | 看見吧！我們的Galaxy Mega       | - 戰艦 扭曲Crusher - 魟魚扭曲（第2集） （聲：宇垣秀成）          | 武上純希 | 長石多可男 |
| 1997/02/28   | 3    | 真的嗎！？巨大扭曲獸            | - 犀牛扭曲（聲：櫻井敏治）                                       | 武上純希 | 竹本昇     |
| 1997/03/07   | 4    | 粉碎！西波麗娜的圈套            | - 變色龍扭曲（聲：千田義正）                                     | 荒川稔久 | 竹本昇     |
| 1997/03/14   | 5    | 就此決定！這是一場秘技的戰鬥    | - 蝦扭曲（聲：風間信彥）                                         | 武上純希 | 田﨑龍太   |
| 1997/03/21   | 6    | 我們做到了！暴走DegiTank        | - 象扭曲（聲：千田義正）                                         | 武上純希 | 田﨑龍太   |
| 1997/03/28   | 7    | 什麼啊？麻煩的女生              | - 蜜蜂扭曲（聲：鈴木琢磨）                                       | 荒川稔久 | 長石多可男 |
| 1997/04/06   | 8    | 怎會認輸！大逆轉的團隊合作      | -                                                                | 武上純希 | 長石多可男 |
| 1997/04/13   | 9    | 揭穿！潛藏魔物的CD              | - 蝙蝠扭曲（聲：石黑久也）                                       | 武上純希 | 竹本昇     |
| 1997/04/20   | 10   | 再見了！悲傷的仿生人            | - 新蝙蝠扭曲（聲：吉川虎範） - 仿生人167號（演：美吹彩）         | 荒川稔久 | 竹本昇     |
| 1997/04/27   | 11   | 危險！紅玫瑰的誘惑              | - 玫瑰扭曲（聲：芳野美樹）                                       | 荒川稔久 | 田﨑龍太   |
| 1997/05/04   | 12   | 很煩惱！我們的懶惰老師          | - 鼴鼠扭曲（聲：米山信之）                                       | 武上純希 | 田﨑龍太   |
| 1997/05/11   | 13   | 噗通噗通！老師像風一樣          | - 究極生命體                                                     | 武上純希 | 長石多可男 |
| 1997/05/18   | 14   | 驚訝！鄰居是扭曲雷西亞          | - Boss克涅克涅（聲：園部啟一）                                   | 武上純希 | 長石多可男 |
| 1997/05/25   | 15   | 看穿它！天才高校的機關          | - 貓頭鷹扭曲（聲：辻村真人）                                     | 柳川茂   | 辻野正人   |
| 1997/06/01   | 16   | 大事不妙！我們會死嗎？          | - 毒蛾扭曲（聲：宮田浩德）                                       | 小林靖子 | 辻野正人   |
| 1997/06/08   | 17   | 太厲害！？迷人的超級美久        | - 蟾蜍扭曲（聲：清川元夢）                                       | 荒川稔久 | 田﨑龍太   |
| 1997/06/15   | 18   | 守護吧！不思議少年的森林        | - 香菇扭曲（聲：小關一）                                         | 荒川稔久 | 田﨑龍太   |
| 1997/06/22   | 19   | 揮出！不屈的必殺之拳            | - 蠍子扭曲（聲：千田義正）                                       | 武上純希 | 長石多可男 |
| 1997/06/29   | 20   | 拜託了！新機械人 Delta Mega     | - 鱷魚扭曲*2                                                     | 武上純希 | 長石多可男 |
| 1997/07/06   | 21   | 就是現在！賭上生命的超級合體    | - 蜈蚣扭曲（聲：齊藤茂一） - 亡靈扭曲獸軍團                      | 武上純希 | 長石多可男 |
| 1997/07/20   | 22   | 逃出去！惡靈的迷宮              | - 蟻獅扭曲（聲：長嶝高士）                                       | 荒川稔久 | 辻野正人   |
| 1997/07/27   | 23   | 為什麼！我的蛋是扭曲獸          | - 鮟鱇扭曲（聲：堀本等） - 克姆坦（鮟鱇扭曲的弟弟） （聲：雪路） | 柳川茂   | 辻野正人   |
| 1997/08/03   | 24   | 獨行俠！銀色的新面孔            | - 水牛扭曲*2（正體及複製體）                                     | 小林靖子 | 田﨑龍太   |
| 1997/08/10   | 25   | 最大極限！變身限時2分30秒       | - 海鱔扭曲*2（正體及複製體） （聲：鹽本勝美）                    | 小林靖子 | 田﨑龍太   |
| 1997/08/17   | 26   | 真的假的！？扭曲雷西亞的末日    | - 蟬扭曲（聲：岡和男）                                           | 小林靖子 | 長石多可男 |
| 1997/08/24   | 27   | 驅散牠們！召喚死亡的魔珊瑚      | - 珊瑚扭曲（聲：小室正幸）                                       | 武上純希 | 長石多可男 |
| 1997/08/31   | 28   | 毫無辦法！爆發奶奶旋風          | - 白蟻扭曲 - 雌性（聲：栗山微美子） - 雄性（聲：新井一典）       | 荒川稔久 | 辻野正人   |
| 1997/09/07   | 29   | 想要減肥！美久的怪異節食法      | - 豬扭曲 （聲：渡部猛／演（人類型態）：森野熊八）                | 柳川茂   | 辻野正人   |
| 1997/09/14   | 30   | 炸裂！友情的組合                | - 基加基雷爾                                                     | 武上純希 | 田﨑龍太   |
| 1997/09/21   | 31   | 快阻止！基雷爾的暴走            | - 瘋狂基雷爾 - 基基魯                                            | 小林靖子 | 田﨑龍太   |
| 1997/09/28   | 32   | 結束了嗎！？Galaxy Mega窮途末路 | - 瘋狂基雷爾 - 基基魯                                            | 小林靖子 | 田﨑龍太   |
| 1997/10/05   | 33   | 喜不自禁！來自月亮的愛人        | - 獅子扭裂（聲：小池浩司）                                       | 荒川稔久 | 長石多可男 |
| 1997/10/12   | 34   | 好好看著！大哥的奇蹟射門        | - 豪豬扭裂 （聲：津田英三／演（人類型態）：城戶光晴）            | 柳川茂   | 長石多可男 |
| 1997/10/19   | 35   | 克服！百萬銀最大的危機          | - 螳螂扭裂（聲：岸野一彦）                                       | 小林靖子 | 辻野正人   |
| 1997/10/26   | 36   | 展翅高飛！在宇宙飛舞的希望之翼  | - 禿鷹扭裂（聲：青山穰）                                         | 小林靖子 | 辻野正人   |
| 1997/11/02   | 37   | 怎麼回事？千里的老爺子聲音      | - 金絲雀扭裂（聲：大塚明夫（變聲前）→田中惠理（變聲後））        | 荒川稔久 | 田﨑龍太   |
| 1997/11/16   | 38   | 戰慄！扭曲雷西亞的兇惡戰隊      | -                                                                | 武上純希 | 田﨑龍太   |
| 1997/11/23   | 39   | 曝露了！百萬紅的真實身份        | - 蜥蜴扭裂（聲：秋元羊介）                                       | 武上純希 | 長石多可男 |
| 1997/11/30   | 40   | 好可怕！壞女人們                | -                                                                | 小林靖子 | 長石多可男 |
| 1997/12/07   | 41   | 崩潰！藍色恐怖扭曲藍            | -                                                                | 小林靖子 | 辻野正人   |
| 1997/12/14   | 42   | 快擺脫！邪惡的追蹤者            | -                                                                | 武上純希 | 辻野正人   |
| 1997/12/21   | 43   | 絕不能輸！決戰聖誕前夕          | -                                                                | 武上純希 | 長石多可男 |
| 1997/12/28   | 44   | 放鬆！健太跨年騷動              | -                                                                | 小林靖子 | 辻野正人   |
| 1998/01/04   | 45   | 頑固！希涅拉大逆襲              | - 刺針扭裂（聲：千田義正）                                       | 柳川茂   | 長石多可男 |
| 1998/01/11   | 46   | 阻止！航向地獄的船              | - 幻影扭裂（聲：大黑和廣）                                       | 武上純希 | 辻野正人   |
| 1998/01/18   | 47   | 衝進去！恐怖的希涅拉城          | - 傳送扭裂（聲：伊藤榮次）                                       | 小林靖子 | 辻野正人   |
| 1998/01/25   | 48   | 粉碎！希涅拉的黑色野心          | -                                                                | 武上純希 | 坂本太郎   |
| 1998/02/01   | 49   | 絕望！我們是被討厭的人！？      | - 地獄扭裂 （聲：長澤徹／演（人類型態）：山本武春）              | 小林靖子 | 坂本太郎   |
| 1998/02/08   | 50   | 壯烈！灼熱的超戰士尤甘迪        | -                                                                | 武上純希 | 長石多可男 |
| 1998/02/15   | 51   | 拿到了！我們的畢業證書          | -                                                                | 荒川稔久 | 長石多可男 |

## 音樂
片頭曲：
作詞：八手三郎
作曲、編曲：奥慶一
演唱：風雅直人
片尾曲：
（第1-20、31-51集）
作詞：八手三郎
作曲、編曲：鷹虎
演唱：風雅直人
（第21-30集）
作詞：藤林聖子
作曲、編曲：佐橋俊彦
演唱：朝川弘子
插曲：

作詞：大和祐加里
作曲、編曲：三宅一德
演唱：風雅直人

作詞：藤林聖子
作曲、編曲：佐橋俊彦
演唱：高尾直樹

作詞：金子早苗
作曲、編曲：有澤孝紀
演唱：坂井紀雄

作詞：小泉卓
作曲、編曲：佐橋俊彦
演唱：坂井紀雄

作詞：小泉卓
作曲、編曲：三宅一德
演唱：風雅直人

作詞：荒川稔久
作曲、編曲：宮葉勝行
演唱：東山麻美

作詞：洲崎千惠子
作曲、編曲：奥慶一
演唱：大木理紗

作詞：小泉卓
作曲、編曲：龜山耕一郎
演唱：山形幸生

作詞：大和祐加里
作曲、編曲：梶本芳孝
演唱：高山成孝

作詞：小林靖子
作曲、編曲：奥慶一
演唱：高尾直樹

作詞：BB Devil
作曲、編曲：見里朝生
演唱：關智一

作詞：荒川稔久
作曲、編曲：佐橋俊彦
演唱：城麻美

作詞：T-CRANE
作曲、編曲：奥慶一
演唱：MEGA MICKEY

作詞：八手三郎
作曲、編曲：一之瀨響
演唱：KAT

作詞：荒川稔久
作曲、編曲：龜山耕一郎
演唱：田中惠理

作詞：洲崎千惠子
作曲：出口雅生
編曲：龜山耕一郎
演唱：坂井紀雄

作詞：小泉卓
作曲、編曲：三宅一德
演唱：大柴邦彦、江原淳史、松風雅也、田中惠理、東山麻美

作詞：小泉卓
作曲、編曲：出口雅生
演唱：KAT

## 其他相關媒體
VS系列：
《電磁戰隊百萬連者VS車連者》
此作與《激走戰隊車連者》的聯動作品，於1998年3月13日發售。
《星獸戰隊銀河人VS百萬連者》
此作與《星獸戰隊銀河人》的聯動作品，於1999年3月12日發售。

## 海外播放
香港曾於2000年由無綫電視翡翠台以《數碼戰隊》為譯名播出。

## 外部連結
- 電磁戦隊メガレンジャー（東映公式）
- 電磁戦隊メガレンジャー （页面存档备份，存于）（スーパー戦隊ネット内の紹介記事）
- DVD 電磁戦隊メガレンジャー特集（東映ビデオ内にあるサイト）